# Promilhanes
Promilhanes település Franciaországban, Lot megyében. Lakosainak száma 229 fő (2022. január 1.). Promilhanes Laramière, Limogne-en-Quercy, Puyjourdes és Vidaillac községekkel határos.

## Népesség
A település népességének változása:
| Lakosok száma | 214  | 192  | 184  | 164  | 218  | 219  | 226  | 222  | 221  | 229  |
|               | 1968 | 1982 | 1990 | 2006 | 2013 | 2015 | 2017 | 2019 | 2020 | 2022 |